# Dennis Sørensen
Dennis Dechmann Sørensen est un footballeur danois né le 24 mai 1981 à Skovlunde évoluant au poste d'attaquant.

## Biographie

### En sélection
Il a fêté sa première sélection avec le Danemark, le 11 octobre 2006 contre le Liechtenstein avec une victoire (4-0).
Il compte depuis 5 sélections toutes comme remplaçant et aucun but marqué.

## Palmarès
- Lyngby BK
  - Champion du Danemark de deuxième division en 2016.